# 吉岡公義
吉岡 公義（よしおか きみよし、1941年6月23日 - ）は、日本の経営者。紀伊國屋書店社長、会長を務めた。

## 経歴
広島県出身。1964年に島根大学教育学部を卒業し、同年に紀伊國屋書店に入社。専務を経て、2002年11月に社長に就任。2006年11月から2008年11月までに副会長を務めた。